# 坂木宿
坂木宿（さかきじゅく）は、長野県坂城町坂城にあった北国街道の宿場。

## 概要
慶長8年（1603年）に伝馬宿として成立。当初の宿場は立町と横町から成っていたが、参勤交代や善光寺詣り等によって通行が増加したため、越後高田藩領であった時代に、代官の長谷川利次は宿場を北に拡張させ、大門町と新町を新設し、また3ヶ所の井戸を掘り、街道中央に長谷川用水を流して並木を設けた。特に加賀藩主前田氏の通行の際は、500人を越える家臣団が宿泊した。北国街道では善光寺門前の権堂村に次ぐ規模の遊郭が存在した。
本陣は1軒、問屋は2軒、名主は2軒であり、嘉永7年（1854年）には旅籠が64軒を数えた。本陣は宮原家が世襲し、長屋門の遺構は昭和初期に建てられた坂木宿ふるさと歴史館に残されている。南端には村上義清墓所のある田町十王堂、北端には善光寺常夜燈がある。
元和8年（1622年）に天領となり坂木陣屋が置かれた。天和2年（1682年）に坂木藩が立藩したが、元禄15年（1702年）に廃藩、明和4年（1767年）には坂木陣屋が火災で焼失し、安永7年（1778年）、1.7 kmほど上田宿寄りに中之条陣屋として再建された。